# Fulvio Valbusa
Fulvio Valbusa (* 15. Februar 1969 in Verona) ist ein ehemaliger italienischer Skilangläufer. Er gehörte zwischen 1992 und 2001 zu den erfolgreichsten Skilangläufern seines Landes und gewann mehrere olympische Medaillen sowie Medaillen bei Nordischen Skiweltmeisterschaften. Einen großen Einzeltitel konnte er jedoch dabei nicht gewinnen. Als sein größter Erfolg gilt der Gewinn der Goldmedaille bei den Olympischen Winterspielen 2006 in Turin mit der italienischen Langlaufstaffel.

## Werdegang
Valbusa, der für den Verein G.S. Forestale startete, gab sein internationales Debüt bei der Junioren-Weltmeisterschaft 1988 in Saalfelden, wo er Silber über 30 Kilometer errang. Im Rahmen des Skilanglauf-Weltcups startete er erstmals am 4. Januar 1992 in Kawgolowo. Nachdem er als Vierter in Cogne nur eine Woche später erstmals deutlich auf sich aufmerksam machen konnte, reiste er mit der italienischen Mannschaft zu den Olympischen Winterspielen 1992 in Albertville. Dort startete er im Einzelrennen über die 30 km und erreichte einen guten 17. Platz.
Ab der Saison 1992/93 gehörte Valbusa fest zum italienischen A-Nationalkader und sammelte bereits im zweiten Weltcup der Saison in Ramsau am Dachstein als 28. erneut Weltcup-Punkte. Im slowenischen Bohinj lief er als Neunter im Januar 2013 wieder unter die besten zehn, bevor er mit der Mannschaft zu den Nordischen Skiweltmeisterschaften 1993 in Falun reiste. Nachdem Valbusa über die 10-km-Einzeldistanz als 19. ins Ziel lief, wurde er im anschließenden Verfolgungsrennen Elfter. Nach der Weltmeisterschaft konnte Valbusa sich über ein Jahr lang nicht in der Weltspitze platzieren, reiste aber trotzdem mit der Mannschaft zu den Olympischen Winterspielen 1994 in Lillehammer. Dort lief er nach Platz 29 im Einzel auch in der Verfolgung nur auf Rang 22.
Zu Beginn der Saison 1994/95 konnte sich Valbusa erstmals als Siebenter in Sappada wieder in den Top 10 platzieren. Es blieb jedoch die einzige Top-Platzierung der Saison. Bei den Nordischen Skiweltmeisterschaften 1995 konnte er sich im Vergleich zu Falun 1993 leicht steigern und erreichte zweimal den 16. Platz im Einzel sowie in der Verfolgung. Mit der Staffel gewann er die Bronzemedaille. In den folgenden Winter 1995/96 startete Valbusa mit dem Start bei zwei FIS-Rennen in Beitostølen, die er als Siebenter und Sechster beenden konnte. Am 2. Februar 1996 gelang ihm in Seefeld in Tirol mit einem zweiten Platz über 10 km erstmals der Sprung auf ein Weltcup-Podium. Wenige Wochen später gewann er in Valsassina das Rennen im Skilanglauf-Continental-Cup über 15 km im freien Stil. Beim folgenden Weltcup in Trondheim verpasste Valbusa als Vierter ein weiteres Weltcup-Podium nur knapp. Zum Saisonende lief der Italiener durchweg unter die Top 10 und feierte als Zweiter von Falun sein zweites Weltcup-Podium.
Auch in die Saison 1996/97 konnte Valbusa mit guten Ergebnissen starten. So lief er bei den Weltcups in Davos und Brusson zweimal aufs Podium. Nach einem folgenden eher schwachen 14. Platz in Oberstdorf folgte ein weiteres Podium in Kawgolowo. Bei den folgenden Weltmeisterschaften in Trondheim überzeugte Valbusa mit einem guten fünften Platz über die 30 km, bevor er das 10-km-Rennen im klassischen Stil als Sechster beendete. Im Verfolgungsrennen lief er auf den fünften Rang vor. Mit der Staffel sicherte er sich wie bereits 1995 erneut die Silbermedaille. Nach zwei weiteren Top-10-Platzierungen im Weltcup im März beendete er die Saison 1996/97 als Dritter der Gesamtweltcup-Wertung.
Am 16. Dezember 1997 feierte Valbusa beim Weltcup-Rennen im Val di Fiemme seinen ersten von zwei Weltcup-Siegen. Bei den Olympischen Winterspielen 1998 im japanischen Nagano gewann er gemeinsam mit Marco Albarello, Fabio Maj und Silvio Fauner im Staffelrennen nach drei fünften Plätzen in den Einzeldisziplinen die Silbermedaille. Dabei lag die italienische Staffel bis 150 Meter vor dem Ziel in Führung musste sich aber im Schlusssprint den Norwegern noch um zwei Zehntelsekunden geschlagen geben.
In den Winter 1998/99 kam Valbusa nicht gut hinein, reiste aber nach durchwachsenen Weltcup-Ergebnissen noch mit Medaillenhoffnungen zu den Weltmeisterschaften 1999 in Ramsau. Nachdem er dabei als Vierter über 30 km nur knapp eine Medaille verpasste, lief er über die 10-km-Einzeldistanz im klassischen Stil auf den zehnten Platz. Im einen Tag später stattfindenden Verfolgungsrennen konnte er sich nach guten Lauf die Bronzemedaille sichern. Auch mit der Staffel konnte er sich erneut Bronze sichern, bevor er im abschließenden 50-km-Rennen auf den 15. Platz lief.
In den folgenden vier Jahren konnte Valbusa an die guten Leistungen seine ersten sieben Jahre im Leistungssport nicht anknüpfen und landete meist im Mittelfeld. Bei den Weltmeisterschaften 2001 in Lahti sowie den Weltmeisterschaften 2003 im Val di Fiemme und auch bei den Olympischen Winterspielen 2002 in Salt Lake City blieb er ohne Einzel- und auch ohne Staffelmedaille. In Falun lief er im März 2003 mit der Staffel auf den zweiten Rang und sicherte sich damit erstmals nach langem wieder ein Staffel-Weltcup-Podium, nachdem er vor der Weltmeisterschaft bereits im Einzelrennen von Asisago auf das Podium laufen konnte.
Am 6. Februar 2004 gelang Valbusa in La Clusaz sein zweiter und letzter Einzelweltcup-Sieg in seiner Karriere. In Oberstdorf verpasste er wenige Tage später nur knapp als Vierter zweimal knapp das Podium. Zu Beginn der Saison 2004/05 gelang Valbusa mit der Staffel zweimal mit dem zweiten Platz der Lauf aufs Podium. In den Einzelrennen musste er sich der jungen Konkurrenz geschlagen geben und landete teilweise nur im hinteren Teil des Feldes. Im Februar reiste der mittlerweile 36-Jährige nach zu den Weltmeisterschaften nach Oberstdorf. Dort überraschte er die Konkurrenz mit starken Leistungen und sicherte sich die Silbermedaille über die 15-km-Einzeldistanz im Freistil. Mit der Staffel verpasste er als Vierter eine weitere Medaille nur knapp.
Ein Jahr später beendete Valbusa mit dem Start bei den Olympischen Winterspielen 2006 in Turin seine aktive Skilanglauf-Karriere im Alter von 37 Jahren. Bei ihnen sicherte er sich mit der Staffel, zu der auch Cristian Zorzi, Pietro Piller Cottrer und Giorgio Di Centa gehörten, vier Tage nach seinem Geburtstag mit der Goldmedaille im eigenen Land einen der größten Erfolge des italienischen Skilanglaufs. Die italienische Staffel setzte sich dabei nur knapp gegen die deutsche Staffel durch. Zudem war es der einzige große Titel in seiner Karriere. Das letzte internationale Rennen bestritt Valbusa mit dem 50-km-Einzelrennen zum Abschluss der Spiele, bei dem er noch einmal Rang 30 erreichte.

## Erfolge

### Siege bei Weltcuprennen

#### Weltcupsiege im Einzel
| Nr. | Datum             | Ort           | Disziplin      |
| --- | ----------------- | ------------- | -------------- |
| 1.  | 16. Dezember 1997 | Val di Fiemme | 15 km Freistil |
| 2.  | 6. Februar 2004   | La Clusaz     | 15 km Freistil |

#### Weltcupsiege im Team
| Nr. | Datum             | Ort    | Disziplin           |
| --- | ----------------- | ------ | ------------------- |
| 1.  | 24. November 2002 | Kiruna | 4 × 10 km Staffel 1 |

### Siege bei Worldloppet-Cup-Rennen
Anmerkung: Vor der Saison 2015/16 hieß der Worldloppet Cup noch Marathon Cup.
| Nr. | Datum           | Ort           | Rennen      | Disziplin                  |
| --- | --------------- | ------------- | ----------- | -------------------------- |
| 1.  | 30. Januar 2000 | Val di Fiemme | Marcialonga | 70 km Freistil Massenstart |

### Siege bei Continental-Cup-Rennen
| Nr. | Datum            | Ort        | Disziplin      | Serie           |
| --- | ---------------- | ---------- | -------------- | --------------- |
| 1.  | 14. Februar 1996 | Valsassina | 15 km Freistil | Continental Cup |

## Teilnahmen an Weltmeisterschaften und Olympischen Winterspielen

### Olympische Spiele
- 1992 Albertville: 17. Platz 30 km klassisch
- 1994 Lillehammer: 22. Platz 25 km Verfolgung, 29. Platz 10 km klassisch
- 1998 Nagano: 2. Platz Staffel, 5. Platz 30 km klassisch, 5. Platz 25 km Verfolgung, 5. Platz 50 km Freistil, 11. Platz 10 km klassisch
- 2002 Salt Lake City: 18. Platz 20 km Verfolgung, 27. Platz Sprint Freistil, 31. Platz 15 km klassisch
- 2006 Turin: 1. Platz Staffel, 12. Platz 15 km klassisch, 30. Platz 50 km Freistil Massenstart

### Nordische Skiweltmeisterschaften
- 1993 Falun: 11. Platz 25 km Verfolgung, 19. Platz 10 km klassisch
- 1995 Thunder Bay: 3. Platz Staffel, 16. Platz 25 km Verfolgung, 16. Platz 10 km klassisch
- 1997 Trondheim: 3. Platz Staffel, 5. Platz 25 km Verfolgung, 5. Platz 30 km Freistil, 6. Platz 10 km klassisch
- 1999 Ramsau: 3. Platz Staffel, 3. Platz 25 km Verfolgung, 4. Platz 30 km Freistil, 10. Platz 10 km klassisch, 15. Platz 50 km klassisch
- 2001 Lahti: 6. Platz Staffel, 8. Platz 20 km Verfolgung, 14. Platz 50 km Freistil, 26. Platz 15 km klassisch
- 2003 Val di Fiemme: 10. Platz Staffel, 18. Platz 50 km Freistil, 48. Platz 15 km klassisch
- 2005 Oberstdorf: 2. Platz 15 km Freistil, 4. Platz Staffel, 9. Platz 30 km Verfolgung

## Platzierungen im Weltcup

### Weltcup-Statistik
Die Tabelle zeigt die erreichten Platzierungen im Einzelnen.
- 1.–3. Platz: Anzahl der Podiumsplatzierungen
- Top 10: Anzahl der Platzierungen unter den ersten zehn
- Punkteränge: Anzahl der Platzierungen innerhalb der Punkteränge
- Starts: Anzahl gelaufener Rennen in der jeweiligen Disziplin
- Hinweis: Bei den Distanzrennen erfolgt die Einordnung gemäß FIS.

| Platzierung         | Distanzrennen a | Distanzrennen a | Distanzrennen a | Distanzrennen a | Distanzrennen a | Skiathlon Verfolgung | Sprint | Etappen- rennen b | Gesamt | Team c | Team c  |
| Platzierung         | ≤ 5 km          | ≤ 10 km         | ≤ 15 km         | ≤ 30 km         | > 30 km         | Skiathlon Verfolgung | Sprint | Etappen- rennen b | Gesamt | Sprint | Staffel |
| ------------------- | --------------- | --------------- | --------------- | --------------- | --------------- | -------------------- | ------ | ----------------- | ------ | ------ | ------- |
| 1. Platz            |                 |                 | 2               |                 |                 |                      |        |                   | 2      |        | 1       |
| 2. Platz            |                 | 1               | 2               | 1               | 1               |                      |        |                   | 5      |        | 5       |
| 3. Platz            |                 | 3               | 2               |                 |                 |                      |        |                   | 5      |        | 1       |
| Top 10              |                 | 12              | 19              | 7               | 3               | 3                    | 7      |                   | 51     | 3      | 12      |
| Punkteränge         |                 | 22              | 37              | 23              | 4               | 9                    | 17     |                   | 112    | 3      | 13      |
| Starts              |                 | 32              | 57              | 32              | 8               | 11                   | 23     |                   | 163    | 3      | 13      |
| Stand: Karriereende |                 |                 |                 |                 |                 |                      |        |                   |        |        |         |

### Weltcup-Gesamtplatzierungen
| Saison  | Gesamt | Gesamt | Distanz         | Distanz           | Sprint | Sprint |
| Saison  | Punkte | Platz  | Punkte          | Platz             | Punkte | Platz  |
| ------- | ------ | ------ | --------------- | ----------------- | ------ | ------ |
| 1991/92 | 12     | 30.    | -               | -                 | -      | -      |
| 1992/93 | 88     | 30.    | -               | -                 | -      | -      |
| 1993/94 | 50     | 40.    | -               | -                 | -      | -      |
| 1994/95 | 129    | 22.    | -               | -                 | -      | -      |
| 1995/96 | 482    | 6.     | -               | -                 | -      | -      |
| 1996/97 | 523    | 3.     | 102             | 7. (LD)           | 335    | 2.     |
| 1997/98 | 310    | 6.     | 84 (LD)         | 14. (LD)          | 226    | 5.     |
| 1998/99 | 273    | 12.    | 157 (LD)        | 7. (LD)           | 72     | 33.    |
| 1999/00 | 180    | 33.    | 44 (LD) 70 (MD) | 26. (LD) 36. (MD) | 72     | 33.    |
| 2000/01 | 378    | 7.     | -               | -                 | 154    | 9.     |
| 2001/02 | 106    | 47.    | -               | -                 | 9      | 65.    |
| 2002/03 | 309    | 14.    | -               | -                 | 6      | 66.    |
| 2003/04 | 462    | 8.     | 439             | 7.                | 23     | 50.    |
| 2004/05 | 89     | 49.    | 89              | 29.               | -      | -      |
| 2005/06 | 52     | 82.    | 52              | 56.               | -      | -      |

## Privates
Valbusa ist verheiratet und hat zwei Kinder. Seine Schwester Sabina Valbusa ist ebenfalls Skilangläuferin. Nach dem Ende seiner Karriere wurde er Mitarbeiter der Truppen der Staatlichen Forstverwaltung. Zudem unterstützt er seine Frau bei der Arbeit im familieneigenen Restaurant in Bosco Chiesanuova. Valbusa bestreitet in seiner Freizeit Rallye-Rennen. 2006 wurde er mit dem Verdienstorden der Italienischen Republik in der Stufe Komtur ausgezeichnet. Für den Sender Eurosport Italien arbeitet Valbusa als Experte bei Skilanglaufrennen. Seit 2012 betreut er als Lehrer Nachwuchs-Langläufer in einer Skischule im Aostatal.
2007 stand er bei den Regionalwahlen als Spitzenkandidat für den rechten Flügel der Alleanza Nazionale in Verona zur Wahl.